# سن فرناندو
سن فرناندو (به اسپانیایی: San Fernando) یک شهرک در اسپانیا است که در استان کادیس واقع شده‌است.

## خصوصیات
سن فرناندو ۳۰٫۶۵ کیلومترمربع مساحت و ۹۶٬۳۶۶ نفر جمعیت دارد و ۸ متر بالاتر از سطح دریا واقع شده‌است.

## خواهرخوانده
شهر مونتینیه لو بروتونو خواهرخواندهٔ سن فرناندو هست.